# 赤井俊文
赤井 俊文（あかい としふみ、1982年8月18日 -）は、日本の男性アニメーター、キャラクターデザイナー、アニメーション演出家、アニメーション監督。CloverWorks所属。大阪府出身。

## 来歴・エピソード
東京アニメーター学院を卒業後、スタジオたくらんけへ入社。僅か半年足らずで退社しフィール、ガイナックス、A-1 Picturesを経てCloverWorks所属となる。
尊敬しているアニメーターに梅津泰臣、柳沢まさひで、桂憲一郎、そして同世代である堀口悠紀子を挙げている。特に堀口に関しては尊敬のあまり堀口神というペンネームで原画に参加したり、『ソ・ラ・ノ・ヲ・ト』でキャラクターデザインを手がけた際に堀口の代表作『けいおん!』の絵柄を強く意識したり、堀口が「白身魚」名義で挿絵イラストを担当したライトノベル『ココロコネクト』のアニメ版のキャラクターデザインを担当するほどである。
2012年、『THE IDOLM@STER』特別編（第26話）「765プロという物語」にて演出家デビュー。以降はアニメーター業と並行して各話絵コンテ・演出も行うようになり、2016年にリリースされたポーター・ロビンソンとマデオンの楽曲「SHELTER」のMVにて監督デビューした。

## 参加作品

### テレビアニメ
2004年
- To Heart 〜Remember my Memories〜（原画）

2005年
- ジンキ・エクステンド（原画）
- これが私のご主人様（原画）
- シュガシュガルーン（原画）
- D.C.S.S. 〜ダ・カーポ セカンドシーズン〜（原画、ED原画）
- ぱにぽにだっしゅ!（原画）
- ノエイン もうひとりの君へ（原画）

2006年
- BLOOD+（原画）
- 交響詩篇エウレカセブン（原画）
- いぬかみっ!（原画、OP原画）
- 護くんに女神の祝福を!（原画）
- 乙女はお姉さまに恋してる（原画）
- スクールランブル二学期（原画）
- ネギま!?（原画）

2007年
- ひまわりっ!!（原画）
- スカルマン THE SKULLMAN（原画）
- 魔法少女リリカルなのはStrikerS（原画、OP原画）
- ながされて藍蘭島（作画監督、原画、OP原画）
- 天元突破グレンラガン（原画）
- レンタルマギカ（OP原画）
- ハヤテのごとく!（原画）※堀口神名義
- 流星のロックマン トライブ（原画）

2008年
- 俗・さよなら絶望先生（原画）
- ドラゴノーツ -ザ・レゾナンス-（原画）
- ドルアーガの塔 〜the Aegis of URUK〜（原画）
- 狂乱家族日記（原画）
- かのこん（原画）
- 鉄腕バーディー DECODE（作画監督補佐、原画作画監督補佐、デザイン協力、OP原画）
- セキレイ（原画）
- ひだまりスケッチ×365（原画）
- ストライクウィッチーズ（原画）
- 絶対可憐チルドレン（原画）
- かんなぎ（作画監督、作画監督協力、原画、OP原画）

2009年
- 鉄腕バーディー DECODE:02（OP原画）
- とらドラ!（作画監督、原画）
- 鋼の錬金術師 FULLMETAL ALCHEMIST（原画）
- 戦場のヴァルキュリア（原画）

2010年
- ソ・ラ・ノ・ヲ・ト（キャラクターデザイン、総作画監督、作画監督、原画、OP作画、ED絵コンテ・演出・作画監督・原画）
- 閃光のナイトレイド（原画）
- 世紀末オカルト学院（原画）
- 戦国BASARA弐（原画）
- それでも町は廻っている（OP原画）

2011年
- フラクタル（作画監督、作画監督補佐）
- べるぜバブ（ED2原画）
- THE IDOLM@STER（絵コンテ・演出（特別編）、原画、作画監督、作画監督補佐、オープニング動画）
- 輪るピングドラム（原画）
- 青の祓魔師（原画）

2012年
- あの夏で待ってる（原画）
- ココロコネクト（キャラクターデザイン、ED作画監督）
- マギ The labyrinth of magic（-2013年、キャラクターデザイン、総作画監督、作画監督、原画、動画、OP1総作画監督、ED1作画監督、OP2作画監督、ED2作画監督）

2013年
- マギ The kingdom of magic（-2014年、キャラクターデザイン、総作画監督、作画監督、OP1作画監督、ED1作画監督、OP2作画監督、ED2作画監督）

2014年
- ソードアート・オンラインII（OP原画）
- ヤマノススメ セカンドシーズン（ED絵コンテ・演出・原画）

2015年
- アイドルマスター シンデレラガールズ（絵コンテ、演出、作画監督、デザインワークス、原画）

2017年
- GRANBLUE FANTASY The Animation（ キャラクターデザイン）
- アイドルマスター SideM（OP原画）

2018年
- ダーリン・イン・ザ・フランキス（副監督、絵コンテ、演出）

2019年
- Fate/Grand Order -絶対魔獣戦線バビロニア-（監督、絵コンテ、演出）

2022年
- SPY×FAMILY（絵コンテ、演出）

2024年
- WIND BREAKER（監督、絵コンテ、演出）

### 劇場アニメ
2007年
- いぬかみっ! THE MOVIE 特命霊的捜査官 仮名史郎っ!（原画）

2014年
- THE IDOLM@STER MOVIE 輝きの向こう側へ!（作画監督）

2021年
- Fate/Grand Order -冠位時間神殿ソロモン-（監督）

### OVA
2006年
- ネギま!? 春（原画）

2007年
- KITE LIBERATOR（原画）

2010年
- 怪物王女（原画）

2011年
- .hack//Quantum（原画）

### Webアニメ
2016年
- SHELTER（監督）

### ゲーム
2006年
- エウレカセブン NEW VISION（OPアニメ原画）

2013年
- アイドルマスター ミリオンライブ!（4周年記念アニメーション絵コンテ・演出）

### その他
2021年
- アイドルマスターシリーズ コンセプトムービー2021『VOY@GER』（作画監督、原画）